# Pogreška obrnute akcidencije
Pogreška obrnute akcidencije vrsta je logičke pogreške. Obrnuti je slučaj od pogreške akcidencije. Ovdje se pogreška javlja kad se zaključak o nekoj pojavi stvara temeljem nereprezentativnih, nesvojstvenih primjera koji nisu prava premisa.
Pogreška obrnute akcidencije jest kad bismo zbog toga što je netko dobio sunčanicu smatrali da je svako izlaganje suncu opasno. Pogreška obrnute akcidencije česta je u prljavim političkim obračunima, kad se cijela jedna skupina diskvalificira zbog nekoliko netipičnih a problematičnih pripadnika iz te skupine.